# Felicia Nimue Ackerman
Felicia Nimue Ackerman (nacida en 1947) es una autora, poeta y filósofa estadounidense y profesora de filosofía en la Universidad Brown, a partir de 2020. Es una prolífica escritora de cartas al editor de The New York Times.

## Biografía
Ackerman nació en Providence, Rhode Island, en 1947.
Recibió su licenciatura, summa cum laude, de la Universidad Cornell en 1968, y obtuvo su doctorado de la Universidad de Míchigan en 1976. En cuanto a su nombre, escribe: "Felicia Nimue es un nombre doble como Mary Jane, y me llamo así".

## Publicaciones seleccionadas
Sus intereses de investigación se centran en la filosofía de la literatura, la bioética y la psicología moral:
- Ackerman, Felicia Nimue, "Patient and Family Decisions about Life-Extension and Death" ["Decisiones del paciente y la familia sobre la extensión de la vida y la muerte"], en Rosamond Rhodes; Leslie P. Francis; Anita Silvers (15 de abril de 2008). The Blackwell Guide to Medical Ethics. John Wiley & Sons. pp. 5-. ISBN 978-0-470-68060-5.
- Ackerman, Felicia Nimue (12 de febrero de 2009). «Death is a Punch in the Jaw: Life‐Extension and its Discontents». The Oxford Handbook of Bioethics (en inglés). doi:10.1093/oxfordhb/9780199562411.003.0015.

Según Oxford Handbooks Online Scholarly Research Review, "sus historias cortas sobre temas bioéticos han aparecido en Commentary, Mid-American Review, Prize Stories 1990: The O. Henry Awards (Doubleday, 1990) y Clones and Clones: Facts and Fantasies About Clonación humana (Norton, 1998)".
Ha publicado quince historias, entre ellos:
- "Flourish Your Heart in This World" ["Florece tu corazón en este mundo"], en M. Nussbaum y C. Sunstein (eds.), Clones and Clones: Facts and Fantasies about Human Cloning (Norton, 1998): 310–31, reimpreso en el Boletín de Filosofía y Medicina de la American Philosophical Association, primavera de 1999: 134–40.
- "The Other Two Sides" ["Los otros dos lados"], en S. Hales (ed.), What Philosophy Can Tell You About Your Cat (Open Court, 2008): 89-100, reimpreso en American Philosophical Association Newsletter on Philosophy and Medicine, primavera de 2009: 18-21, y en traducción italiana, Il Gatto e la Filosofia, ed. Steven D. Hales, trad. F. Verzotto (Colla Editore, 2011).

Escribe una columna de opinión mensual para The Providence Journal.
Ackerman también escribe frecuentemente cartas para The New York Times, en general sobre temas relacionados con el tratamiento de los ancianos. Andrew Marantz de The Atlantic dice que el editor de cartas Thomas Feyer nombró a Ackerman como la principal contendiente y poseedora del récord de cartas publicadas, superando las 200 cartas desde 1987. En una entrevista de  WNYC, Feyer también señaló que Ackerman escribe hasta cinco cartas para el editor por día.

## Premios
De enero a junio de 1985, se desempeñó como profesora senior Fulbright de Filosofía en la Universidad Hebrea de Jerusalén del Atlántico.
En 1988–89, se desempeñó como becaria en el Centro de Estudios Avanzados en Ciencias del Comportamiento.
En 1990, su escrito, "El juego de los pronósticos: una historia" se publicó en la colección anual Prize Stories 1990 O. Henry Awards.